# Charge (substance)
Pour les articles homonymes, voir Charge.
Dans une formulation, une charge est une substance solide, non miscible et dispersée par un moyen mécanique dans une matrice. Elle est introduite dans un mélange notamment pour en diminuer le coût, en améliorer certaines propriétés (par exemple le pouvoir couvrant, de réflexion ou d'adhésion d'une peinture) ou en modifier la densité. Son taux d'incorporation massique varie de quelques pourcents à plusieurs dizaines de pourcents (jusqu'à plus de 100 % d'incorporation dans le matériau final pour certains plastisols).

## Exemples

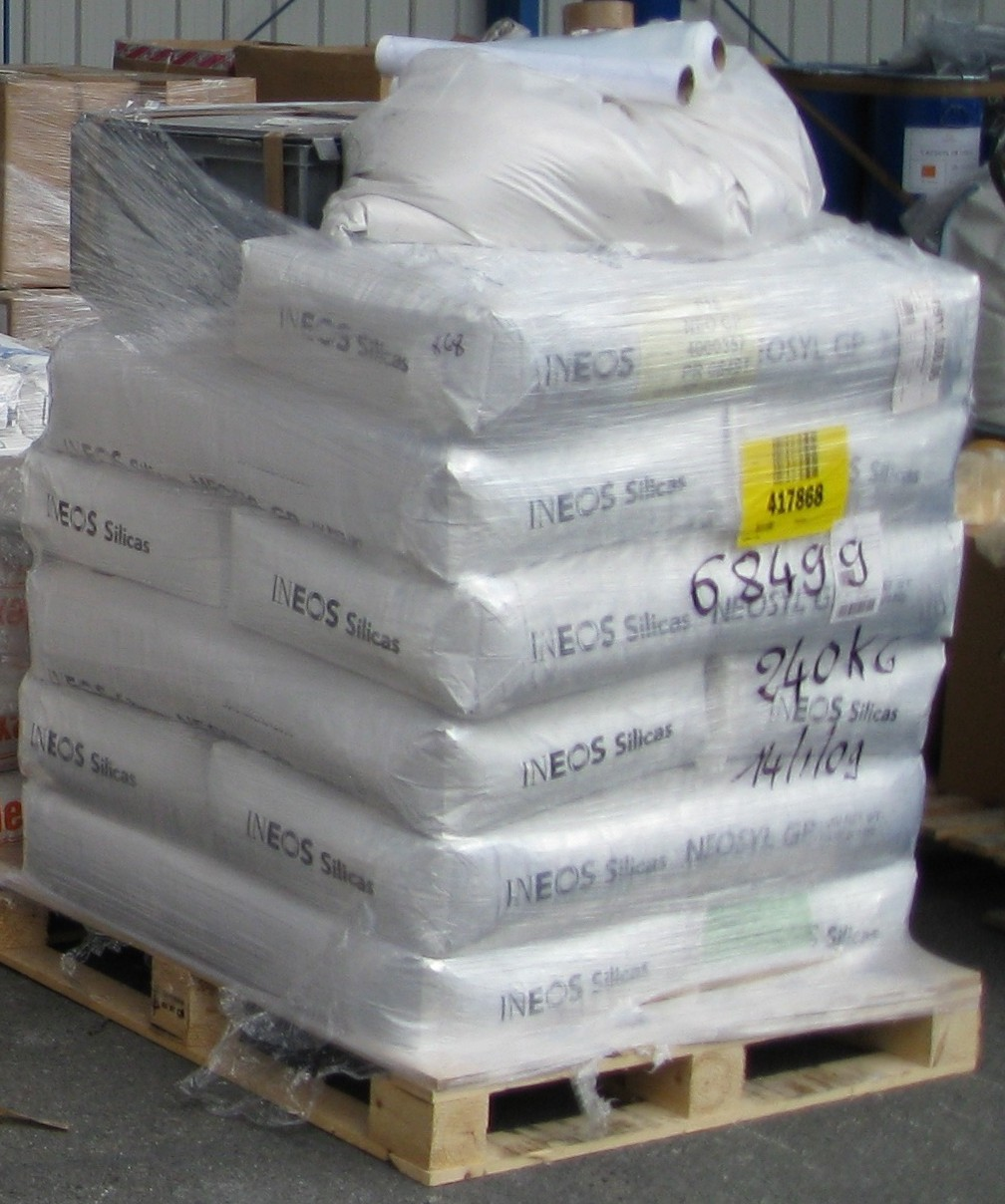
Charge renforçante pulvérulente : silice synthétique emballée en sacs, destinée à une formulation de mastic automobile.

Pour une utilisation dans les matières plastiques, on distingue (liste non exhaustive) :
- charges minérales (souvent utilisées) en poudre : quartz, mica, kaolin, phosphate de calcium, feldspath, stéatite, utilisés dès la Préhistoire[1], craie (très utilisée), talc, noir de carbone, silice synthétique (agent thixotropique),  sulfate de baryum, ferrite de baryum, etc. ;
- charges organiques : farine de bois ou d'écorce de fruit, pâte de cellulose, etc. ;
- charges renforçantes fibreuses : améliorer les caractéristiques mécaniques, la tenue thermique et la stabilité dimensionnelle (diminution du retrait) (fibre de verre…) ;
- charges renforçantes non fibreuses (microsphères de verre creuses très utilisées, silice synthétique) ;
- nouvelles charges (à partir des années 2000) :
  - argile nanométrique, très fine, incorporée jusqu'à 5 % (pour nanocomposites et emballages de bouteilles) ;
  - céréales, jusqu'à 50 % d'incorporation, pour améliorer la recyclabilité ;
  - lin, pour augmenter la dureté du polypropylène.

Il existe aussi les charges minérales grossières : granulats tels le sable, gravier, grave et le tout-venant.

## Utilisation
Quelques exemples d'utilisation : matière plastique, matériau composite, élastomère, pneumatique, pâte à papier, matériau de construction (béton, asphalte, verre, etc.), mastic, peinture, cosmétique, dentifrice, chewing-gum, agroalimentaire (pâtisserie…).